# Владимир Игнатюк (ледокол)
Владимир Игнатюк — дизельный ледокол, принадлежащий Мурманскому морскому пароходству.
Был построен в 1982 году, в 2003 году выкуплен для нужд российского флота.
Строительство велось по типовому проекту на канадской верфи Victoria Yard.
Ледокол назван в честь советского деятеля Владимира Игнатюка.

## Проект Arctic Kalvik
Дизельные ледоколы, построенные по проекту Arctic Kalvik являются многофункциональными судами: это и ледокол, и морской буксировщик, и судно-снабженец.
Основной задачей этих судов стало обслуживание объектов, связанных с нефтедобычей (расположенных на берегу или находящихся в море) и проводка судов.
По этому проекту было построено пять судов: после строительства в 1982 году MV Arctic Kalvik в 1983 году на воду был спущен ледокол Терри Фокс.
Были построены ещё три ледокола этой серии.

## История
Ледокол был построен в 1982 году по типовому проекту на верфи Victoria Yard канадской судостроительной компанией Burrard Yarrows Corporation.
Верфь, на которой строился ледокол, находится в Виктории (Британская Колумбия, Канада).
Заказчиком строительства стала компания Beaudril, которая планировала использовать судно как ледокол и якорезаводчик.
Под флагом Канады ледокол ходил под именем MV Arctic Kalvik и обслуживал объекты нефтедобычи Gulf Canada, расположенные в море Бофорта.
Ледокол получил новое название в честь выдающегося деятеля предприятия Владимира Игнатюка.
Владимир Адамович руководил Мурманским морским пароходством в 1970-1980-х годах и внёс существенный вклад как в строительство самого пароходства, так и в улучшение деятельности Северного морского пути.
В 2003 году ледокол был продан и перешёл к Мурманскому морскому пароходству.
Он получил новое имя «Владимир Игнатюк» (см. врезку), был укомплектован экипажем и отправлен в Печорское море, в район портопункта Варандей.
Там силами ледокола обеспечивалось функционирование Арктического подводного погрузочного терминала в зимний период навигации.
Ледокол под именем «Владимир Игнатюк» неоднократно возвращался в море Бофорта в связи с заказами иностранных партнёров Мурманского пароходства.
- В 2005 году по заказу энергетической компании «Devon» ледокол осуществлял буксировку буровой платформы SDC в море Бофорта[1].
- Зимой 2005-2006 годов ледокол находился в холодном отстое у берегов Канады[1].
- В 2006-2008 годах работы в море Бофорта заказывала фирма Shell. В рамках этого заказа осуществлялась многократная буксировка буровой для осуществления разведки шельфа[1].